# Billy (kutyafajta)
A Billy Franciaországban, nagyvadra való vadászatra kitenyésztett kutyafajta.

## Története
Nevét kialakítója, Monsieur Gaston Hublot de Rivault Chateu de Billy nevű kastélyáról kapta. Kialakulása az 1800-as évekre tehető. Kitenyésztésébe elsősorban a kétszínű Ceris kopók, a mára már kihalt Montemboeuf vonták be, később a rókakopót is. A második világháború után megmaradt két példányt a fajta kialakítójának fia mentette meg a kihalástól. Rövid, durva tapintású szőrzete fehér alapon narancs- vagy citromsárga foltos színű.

## Leírása
Jellemzői az enyhén boltozatos koponya, közepesen hosszú fej, az állkapcsot elfedő felső ajkak, a mély, keskeny mellkas, a hosszú, csapott váll, az erős, jó csontozatú mellső lábak, a tömör, kerek mancsok, a hosszú, erőteljes, néha enyhén zászlósodó formájú farok.
A kan marmagassága 60-70, a szukáé 58-62  cm. Testtömege 25–30 kg.
Alomszám: 4-5 kölyök. Várható élettartama 12-14  év.

## Tulajdonságai
Értelmes, mozgékony természetű.